# Glockenhof
Glockenhof ist ein Stadtteil der kreisfreien Stadt Nürnberg und der Name des statistischen Bezirks 11.

## Lage
Glockenhof liegt südlich des statistischen Bezirks 02 (Marienvorstadt) und nördlich des statistischen Bezirks 12 (Guntherstraße, „Nibelungenviertel“). Östlich von Glockenhof liegt der statistische Bezirk 10 (Ludwigsfeld) und westlich der statistische Bezirk 13 (Galgenhof). Enge Straßen mit Blockrandbebauung und teilweise wenig straßenbegleitendem Grün kennzeichnen weitgehend das Bild von Glockenhof. Glockenhof liegt genau neben St. Peter, dem östlichen Teil des statistischen Bezirks Glockenhof, und somit auch in unmittelbarer Nähe der Peterskirche (mit Straßenbahn- und Bushaltestelle). Im Stadtteil befinden sich weitere sechs Straßenbahn- (Schweiggerstraße, Harsdörfferplatz, Wodanstraße, Holzgartenstraße, Widhalmstraße, Platz der Opfer des Faschismus und Scheurlstraße) und zwei Bushaltestellen (Köhnstraße und Untere Baustraße).

## Straßen
- Allersberger Straße (nördl. Teil)
- Anton-Müller-Platz
- Brunhildstraße (nördlicher Teil)
- Ehemannstraße
- Enderleinstraße
- Findelwiesenstraße
- Forsthofstraße
- Glockenhofstraße
- Grenzstraße
- Guttenbergplatz
- Harsdörfferplatz
- Hartmannstraße
- Heideloffplatz
- Heideloffstraße
- Holzgartenstraße
- Keplerstraße
- Kirchenstraße
- Köhnstraße
- Kurtstraße
- Lamprechtstraße
- Obere Baustraße
- Regensburger Straße (nördlicher Teil)
- Ritterplatz
- Scheurlstraße
- Schwanhardtstraße (nördlicher Teil)
- Schweiggerstraße
- Siegfriedstraße
- Sophienstraße
- Strauchstraße
- Sturmstraße
- Untere Baustraße
- Walter-Meckauer-Straße

## Geschichte

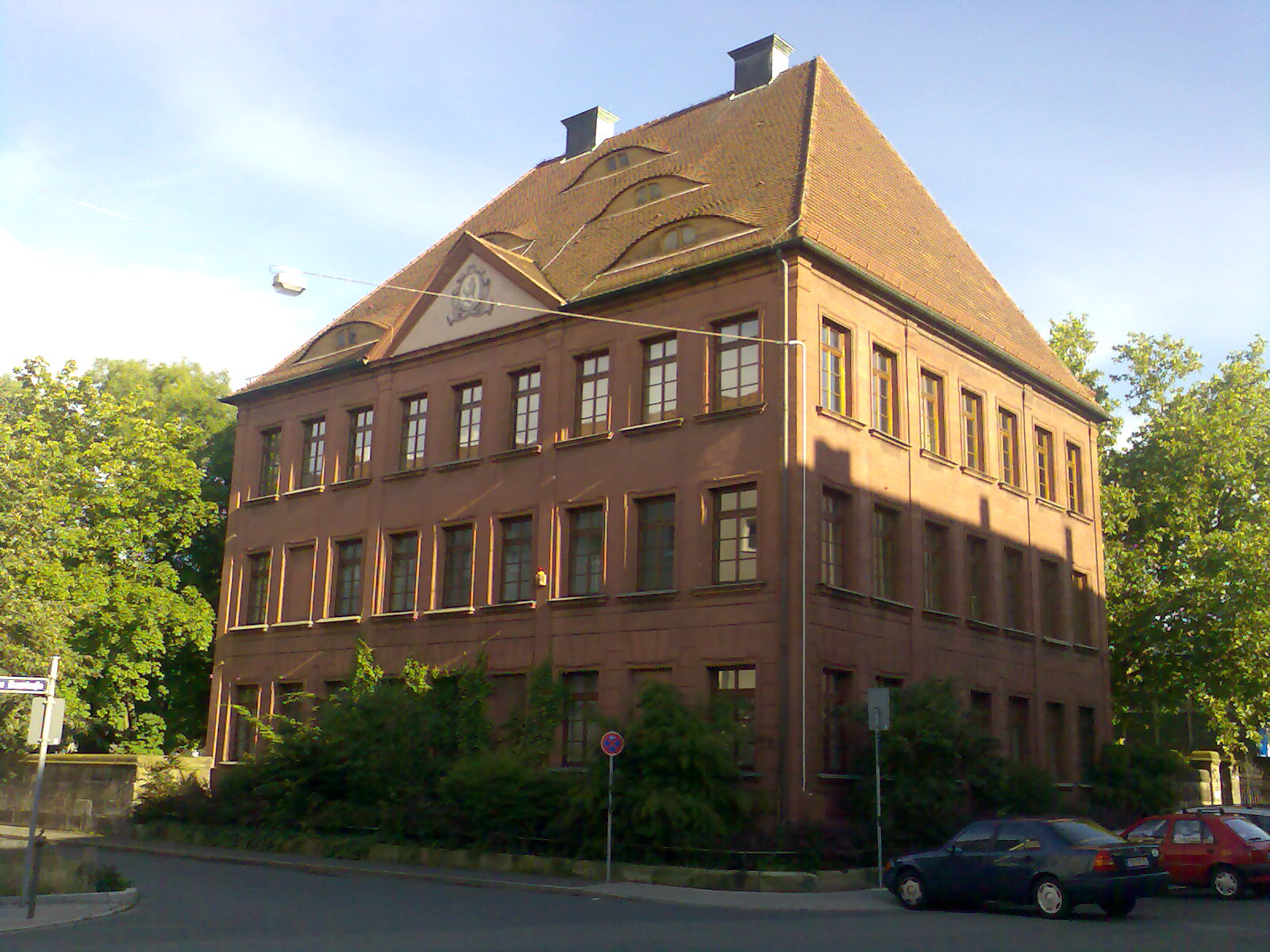
Herrensitz Glockenhof

Der Ort hieß ursprünglich „Oberer Galgenhof“. 1527 ging der aus drei Höfen und fünf Söldengütern bestehende Ort in den Besitz der Nürnberger Patrizier Haller über, die ihn aber bereits 1528 an die Familie Glockengießer verkauften. Im Zweiten Markgrafenkrieg (1552–1554) wurde der Herrensitz von der Reichsstadt Nürnberg niedergebrannt. Bereits 1555 wurde dieser zweigeschossig und von einer Mauer umgeben wieder aufgebaut. 1569 benannte Christoph I. Glockengießer den Ort nach Glockenhof um. 1760 errichtete die Familie Muncker, die Erben der Glockengießer, neben dem baufälligen alten Sitz den heutigen, nach geringen Kriegszerstörungen erhaltenen dreigeschossigen Schlossbau (Glockenhofstraße 47). 1765 kam der Ort (2 Halbhöfe, 4 Güter, 1 Wirtshaus) an die Patrizierfamilie Grundherr von Altenthann und Weiherhaus.
Gegen Ende des 18. Jahrhunderts gab es in Glockenhof 11 Anwesen (1 Schloss, 1 Gärtnerhaus, 1 Wirtshaus, 2 Halbhöfe, 4 Gütlein, 1 Haus, 1 Wäscherei). Das Hochgericht übte die Reichsstadt Nürnberg aus, was aber von den brandenburg-ansbachischen Oberämtern Schwabach und Burgthann bestritten wurde. Alleiniger Grundherr des Ortes war weiterhin die Familie von Grundherr, der Herrensitz (Glockenhofstraße 47) ist bis heute im Besitz der Grundherrischen Familienstiftung
Von 1797 bis 1808 unterstand der Ort dem Justiz- und Kammeramt Wöhrd-Gostenhof. Im Rahmen des Gemeindeedikts wurde Glockenhof dem 1808 gebildeten Steuerdistrikt Gleißhammer und der im selben Jahr gegründeten Ruralgemeinde Gleißhammer zugeordnet. 1825 wurde Glockenhof nach Nürnberg eingemeindet. In der freiwilligen Gerichtsbarkeit unterstand der gesamte Ort von 1823 bis 1835 dem Patrimonialgericht Glockenhof.
Ab der Mitte des 19. Jahrhunderts wuchs Glockenhof mit St. Peter zu einem eigenen Stadtteil zusammen und wurde städtisch überbaut. 1913 entstand mit der heutigen Heumann Pharma GmbH die wichtigste Firmengründung in Glockenhof. Während des Zweiten Weltkriegs wurden Glockenhof und St. Peter erheblich zerstört.

## Einwohnerentwicklung
| Jahr      | 001818 | 001824 | 001840 |
| Einwohner | 49     | 66     | 70     |
| Häuser    | 11     | 9      | 13     |
| Quelle    | [ 8 ]  | [ 6 ]  | [ 9 ]  |

## Religion
Der Ort ist seit der Reformation überwiegend protestantisch. Die Einwohner evangelisch-lutherischer Konfession nach St. Peter (Nürnberg) gepfarrt, die Einwohner römisch-katholischer Konfession nach St. Kunigund (Nürnberg).

## Baudenkmäler
- Ehemaliges Lager- und Verwaltungsgebäude der Mechanischen Wollwarenfabrik Lichtenhof
- Berufsschule
- Herrensitz Glockenhof (im Besitz der Grundherrischen Familienstiftung)
- Ehemaliger Blumenpavillon
- Holzgartenschule (ehemaliger Knabentrakt)
- Evangelisch-lutherische Pfarrkirche St. Peter
- Evangelisch-lutherisches Pfarramt St. Peter
- Diverse Mietshäuser

## Einrichtungen
- Internationales Kinder- und Jugendhaus
- St. Peter Studentenwohnanlage